# Meredith Hagner
Meredith Kathleen Hagner (New York 31 maggio 1987) è un'attrice statunitense.

## Biografia
Nata a New York,d è cresciuta a Houston, e Chapel Hill. Ha frequentato la Chapel Hill High School, diplomandosi nel 2005. Ha frequentato il Conservatorio di Boston per un anno, ma si è trasferita a New York dopo che le sono state offerte opportunità nel campo della recitazione. Mentre si trovava a New York, è stata scelta per pubblicità televisive e radiofoniche per 3M, Acuvue, JCPenney, Levi's, Radio Shack, Subway e Truth.

## Carriera
Meredith Hagner ha fatto il suo debutto sullo schermo nella soap opera della CBS Così gira il mondo nel 2008, nel ruolo di Liberty Ciccone, la figlia illegittima di Brad Snyder e Janet Ciccone. È stata nominata per un Daytime Emmy Award come miglior attrice più giovane in una serie drammatica nel 2009. Ha concluso la sua esperienza nel ruolo nel marzo 2010, per dedicarsi ad una carriera in televisione in prima serata e lungometraggi.
Ha recitato nella serie drammatica di breve durata del 2011 di FX Fuori dal ring. In seguito è stata scelta come protagonista del pilot di The CW Awakening, ma non è apparsa poi nella serie. È anche apparsa in un ruolo ricorrente nella medical comedy Royal Pains su USA Network nel ruolo di Libby, un'adolescente con un caso estremo di cybercondria dal 2009 al 2011, e ha recitato in In Plain Sight - Protezione testimoni, CSI: Miami e The Following. Nel 2012, Hagner ha iniziato a recitare nel ruolo di Amy Jordan nella serie comica della TBS Men at Work. La serie è stata cancellata dopo tre stagioni nel 2014.
Nel 2016, torna alla televisione nella dark comedy targata TBS Search Party. Nella serie interpreta Portia Davenport, nel ruolo di una improbabile assistente investigativa. Per la sua interpretazione dell'attrice hipster e superficiale, è stata nominata dalla rivista Rolling Stone come uno dei "20 migliori personaggi televisivi nel 2016". Il 13 dicembre 2016, TBS ha rinnovato la serie per una seconda stagione, che ha debuttato il 19 novembre 2017. La serie è stata rinnovata per una terza stagione, che è stata posticipata al 2020 per il rilancio sul servizio di streaming HBO Max.
Al Cinema si distingue per le sue brillanti interpretazioni, tra le ultime quella per la pellicola candidata al Golden Globe 2021 Palm Springs - Vivi come se non ci fosse un domani. Ad agosto 2021 è protagonista della commedia Vacation Friends, cui farà seguito Vacation Friends 2 nel 2023.

## Vita privata
Hagner ha iniziato una relazione con l'attore Wyatt Russell dopo essersi incontrati sul set del film Folk Hero &amp; Funny Guy nel 2015. Si sono fidanzati nel dicembre 2018 e sposati nel 2019. Nel novembre 2020, la coppia ha annunciato di essere in attesa del loro primo figlio. Il loro figlio Buddy Prine Russell è nato nel marzo 2021.

## Filmografia

### Cinema
- Amore a mille... miglia (Going the Distance), regia di Nanette Burstein (2010)
- Damsels in Distress - Ragazze allo sbando (Damsels in Distress), regia di Whit Stillman (2011)
- Art Machine, regia di Doug Karr (2012)
- Hits, regia di David Cross (2014)
- We'll Never Have Paris, regia di Simon Helberg e Jocelyn Towne (2014)
- Creative Control, regia di Benjamin Dickinson (2015)
- Irrational Man, regia di Woody Allen (2015)
- Club Policy, regia di Ryan Dickie e Abigail Horton - cortometraggio (2016)
- Folk Hero & Funny Guy, regia di Jeff Grace (2016)
- Urge, regia di Aaron Kaufman (2016)
- Dream Girl, regia di Lauren Caris Cohan - cortometraggio (2016)
- Ingrid va a ovest (Ingrid Goes West), regia di Matt Spicer (2017)
- Come far perdere la testa al capo (Set It Up), regia di Claire Scanlon (2018)
- The Oath, regia di Ike Barinholtz (2018)
- L'angelo del male - Brightburn (Brightburn), regia di David Yarovesky (2019)
- Palm Springs - Vivi come se non ci fosse un domani (Palm Springs), regia di Max Barbakow (2020)
- Baby Ruby, regia di Bess Wohl (2022)
- Horse Girl, regia di Jeff Baena (2020)
- Gli amici delle vacanze (Vacation Friends), regia di Clay Tarver (2021)
- Gli amici delle vacanze 2 (Vacation Friends 2), regia di Clay Tarver (2023)

### Televisione
- Così gira il mondo (As the World Turns) – serie TV, 165 episodi (2006-2010)
- Lights Out – serie TV, 13 episodi (2011)
- In Plain Sight - Protezione testimoni (In Plain Sight) – serie TV, episodio 4x04 (2011)
- CSI: Miami – serie TV, episodio 10x11 (2011)
- Awakening, regia di David Von Ancken – film TV (2011)
- The Following – serie TV, episodio 1x14 (2013)
- That Couple You Know – serie TV, 1 episodio (2014)
- Men at Work – serie TV, 22 episodi (2012-2014)
- Louie – serie TV, episodio 4x12 (2014)
- Benders – serie TV, episodio 1x07 (2015)
- Il perfetto regalo di Natale (A Gift Wrapped Christmas), regia di Lee Friedlander – film TV (2015)
- Any Tom, Dick, or Harry, regia di Hadley Klein – film TV (2015)
- Veep - Vicepresidente incompetente (Veep) – serie TV, episodi 5x04-5x10 (2016)
- Royal Pains – serie TV, 7 episodi (2009-2016)
- Il Natale del vero amore (My Christmas Love), regia di Jeff Fisher – film TV (2016)
- Strangers – serie TV, 17 episodi (2017)
- Younger – serie TV, 5 episodi (2017)
- Odd Mom Out – serie TV, episodio 3x04 (2017)
- Bob's Burgers – serie TV, episodio 10x12 (2020) - voce
- Dummy – serie TV, 10 episodi (2020) - voce
- Disincanto (Disenchantment) – serie TV, episodi 3x05-3x06 (2021) - voce
- Robot Chicken – serie TV, episodio 11x05 (2021) - voce
- Search Party – serie TV, 50 episodi (2016-2022)
- Bad Monkey – serie TV, 10 episodi (2024)

## Video musicali
- Mansionz: Rich White Girls (2017)

## Riconoscimenti
- 2009 – Premio Emmy – Miglior giovane attrice in una serie drammatica – Così gira il mondo – Candidata[14]

## Doppiatrici italiane
Nelle versioni in Italiano dei suoi lavori, Meredith Hagner è stata doppiata da:
- Mariagrazia Cerullo in Palm Springs - Vivi come se non ci fosse un domani, Gli amici delle vacanze, Gli amici delle vacanze 2, You're cordially invited
- Emanuela Damasio in Search Party, Il Natale del vero amore
- Valentina Mari in Il Perfetto Regalo di Natale
- Virginia Brunetti in Horse Girl
- Letizia Ciampa in Damsels in Distress - Ragazze allo sbando
- Valentina Favazza in CSI: Miami